# Rem Wiktorowitsch Chochlow
Rem Wiktorowitsch Chochlow (russisch Рем Викторович Хохлов; * 15. Juli 1926 in Liwny; † 8. August 1977 in Moskau) war ein sowjetischer Physiker.

## Leben
Chochlow, Sohn des Politoffiziers und Absolventen des Moskauer Energetischen Instituts Viktor Christoforowitsch Chochlow und der Physikerin Marija Jakowlewna, beendete 1941 seine siebenjährige Schulzeit und arbeitete während des Deutsch-Sowjetischen Krieges in einer Autoschlosserei. 1944 bestand er die Mittelschulabschlussprüfung und begann ein Studium am Moskauer Staatlichen Luftfahrtinstitut. 1945 wechselte er zum Physik-Studium an die Lomonossow-Universität Moskau, an der er dann sein ganzes weiteres Leben verbrachte. Nach dem Abschluss 1948 folgte die Aspirantur am Lehrstuhl für Schwingungsphysik, worauf er 1952 Kandidat der Wissenschaften und Dozent wurde. Mit seinen Untersuchungen zur Schwingungsphysik gehörte er zur dritten Generation der Schwingungsphysikschule von L. I. Mandelstam und N. D. Papaleksi. 1959 wurde er zu einem einjährigen Studienaufenthalt in die USA an die Stanford University geschickt. 1962 wurde er zum Doktor der Wissenschaften promoviert.
Chowlow organisierte 1962 zusammen mit S. A. Achmonow an der Lomonossow-Universität das erste Laboratorium für Nichtlineare Optik der Sowjetunion. Er wurde nun einer der führenden Wissenschaftler auf dem Gebiet der Nichtlinearen Optik, Strahlenphysik, Akustik und Laserphysik. 1966 wurde er Korrespondierendes Mitglied der Akademie der Wissenschaften der UdSSR, 1974 Professor und Vollmitglied der Akademie, 1975 Mitglied des Präsidiums und 1977 Vizepräsident. Bekannte Schüler Chochlows sind O. W. Rudenko und A. P. Suchorukow.
1973 bis 1977 war Chochlow Rektor der Lomonossow-Universität. Er förderte die fachübergreifende Forschung bis hin zu Fragen der Ökologie mit der Wechselwirkung von Mensch und Biosphäre. Dazu unterzeichnete er einen Vertrag für den Wissenschaftsaustausch zwischen der Lomonossow-Universität und Universitäten in Japan und den USA. Dementsprechend war die Lomonossow-Universität auch am Bau der Baikal-Amur-Magistrale beteiligt. 1975 wurden die Kosmonauten und Astronauten des Apollo-Sojus-Test-Projekts aufgenommen. 1975 wurde Chochlow Vizepräsident der International Association of Universities.
Chochlow war Mitglied der Kommunistischen Partei der Sowjetunion (KPdSU) seit 1951. 1974 wurde er Abgeordneter im Obersten Sowjet der UdSSR. 1976 wurde er in die Zentrale Revisionskommission der KPdSU gewählt.
Chochlow war ein begeisterter Bergsteiger mit mehr als zwanzig Jahren Erfahrung und hatte erfolgreich an Besteigungen mehrerer sowjetischer Siebentausender teilgenommen. Zu seinem 50. Geburtstag plante er die Besteigung des Pik Kommunismus (heute Pik Ismoil Somoni), mit 7.495 m höchster Berg der Sowjetunion. Wegen einer Rettungsaktion für eine österreichische Expedition wurde die Gipfelbesteigung abgebrochen. Im Sommer darauf nahm er erneut an einer Expedition zum Pik Kommunismus teil. Während des finalen Aufstieg trat bei Chochlow auf etwa 7.200 m Höhe ein Lungenödem auf. Er wurde mit einem Hubschrauber nach Duschanbe ausgeflogen und gegen den Rat der dortigen behandelnden Ärzte nach Moskau in das Regierungskrankenhaus Kunzewo verlegt, wo er am 8. August 1977 verstarb.
Chochlow fand sein Grab auf dem Moskauer Nowodewitschi-Friedhof. Er hinterließ zwei Söhne, Alexei und Dmitri, die beide Physiker wurden. Nach Chochlow wurde 1993 der 1977 von N. S. Tschernych entdeckte Asteroid (3739) Rem benannt.

## Ehrungen
- Leninorden
- Orden des Roten Banners der Arbeit
- Jubiläumsmedaille „Zum Gedenken an den 100. Geburtstag von Wladimir Iljitsch Lenin“
- Leninpreis (1970)
- Ausländisches Mitglied der Bulgarischen Akademie der Wissenschaften
- Staatspreis der UdSSR (postum 1985)
- Namensgeber für den Asteroiden (3739) Rem (postum 1993)